# Rigai Vagongyár

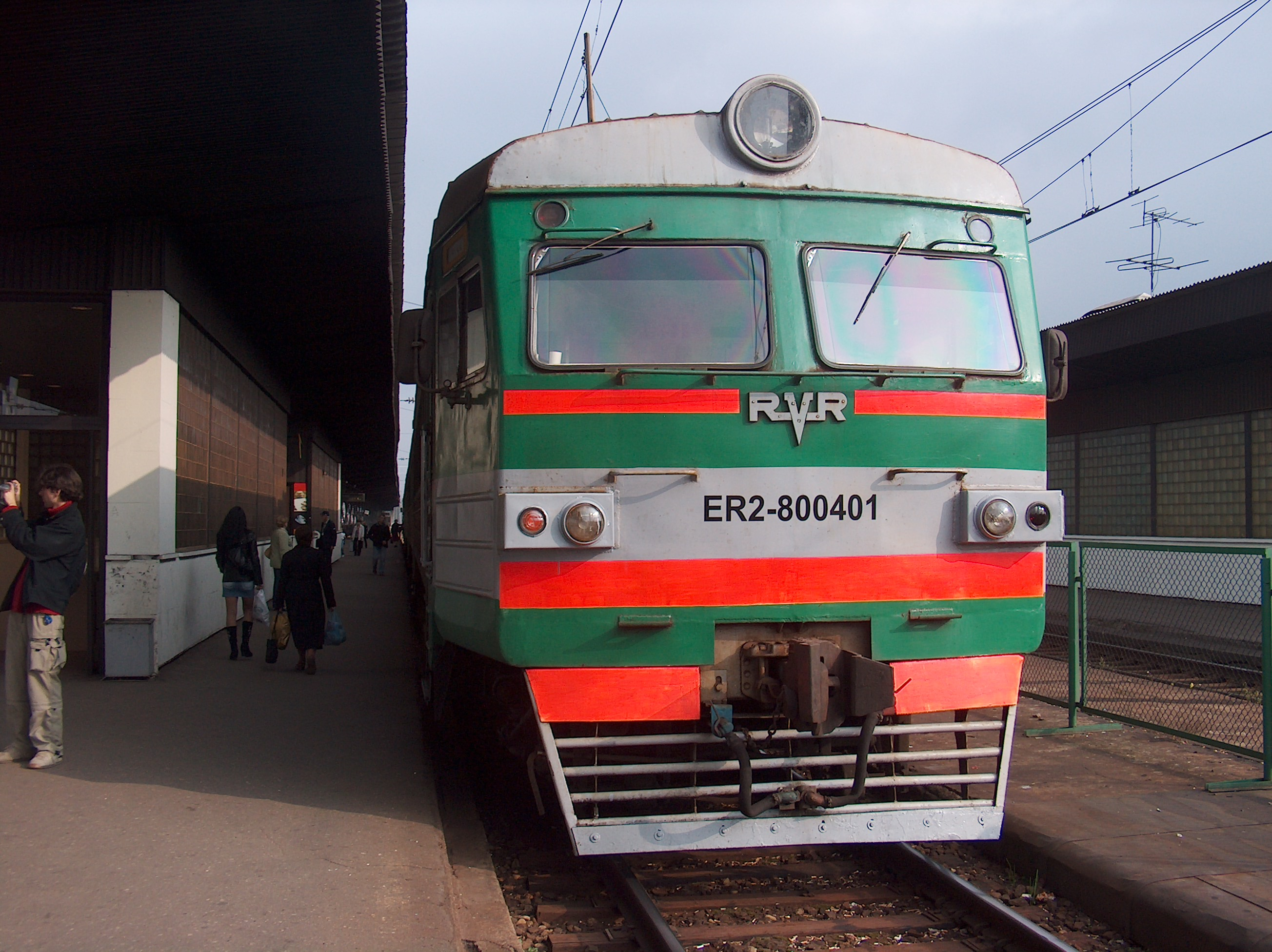
Az RVR ER2 típusú villamos motorvonata

A Rigai Vagongyár, rövidítve RVR (lettül: Rīgas Vagonbūves Rūpnīca) Rigában működő, vasúti vagonokat, motorvonatokat és villamosokat gyártó gépgyár, Lettország egyik legjelentősebb gépgyártó vállalata. A Szovjetunió idején az orosz elnevezése RVZ (РВЗ – Рижский вагоностроительный завод / Rizsszkij vagonosztroityelnij zavod) volt.

## Története
A gyárat Fenix néven 1895-ben alapította Oszkar Ivanovics Freiwirt osztrák származású orosz iparos. A Riga–Pszkov-vasútvonal mellett kapott területet a gyár felépítésére, amelyet a cár 1895. március 31-én engedélyezett. 1897 végére az öntődében, a kovács-, lakatos- és összeszerelő műhelyben már kétezer ember dolgozott. Kezdetben személy- és tehervagonokat gyártottak. 1902-re a gyártási darabszám elérte a hétezret.
1910-ben a gyárat korszerűsítették és növelték a gyártási kapacitást. 1913-ban már négyezer tehervagon és kétszáz személyvagon készült Rigában, köztük a cári család számára gyártott szalon-kocsik is. Az első világháború alatt a gyár termelése leállt. 1915-ben a berendezések nagy részét evakuálták, Ribinszkbe telepítették át.
Ford típusú teherautókat is gyártott. A Szovjetunióban a rigai vagongyár volt a dízel- és villamos motorvonatok legnagyobb előállítója. Legnagyobb mennyiségben gyártott típusai az ER1, ER2, ER7 és ER9 villamos motorvonatok, az MTV–82, RVZ–6 és RVZ–8 villamosok. Rigában készült a Szovjetunió első nagysebességű (200 km/h utazósebességű) villamos motorvonata, az ER200 is. Ezekből 1973-ban és 1988 két-két példány készült.
Az RVR-t 2001-ben a Felix Holding vásárolta meg.